# Murzynowo Leśne
Murzynowo Leśne – wieś w Polsce, położona w województwie wielkopolskim, w powiecie średzkim, w gminie Krzykosy.
| SIMC    | Nazwa      | Rodzaj    |
| ------- | ---------- | --------- |
| 0586968 | Brzozowiec | część wsi |
| 0586974 | Budy       | część wsi |
| 0586980 | Płaczkowo  | część wsi |

W latach 1954–1959 wieś należała i była siedzibą władz gromady Murzynowo Leśne, po jej zniesieniu w gromadzie Sulęcinek. W latach 1975–1998 wieś administracyjnie należała do województwa poznańskiego.
We wsi znajduje się kaplica, szkoła z boiskiem do gry w piłkę nożną oraz siedziba ochotniczej straży pożarnej.
We wsi urodził się prof. Feliks Wysocki.